# Prosopographisches Lexikon der Palaiologenzeit
Das Prosopographische Lexikon der Palaiologenzeit, abgekürzt PLP, ist ein von 1976 bis 1995 erschienenes 15-bändiges griechisch- und deutschsprachiges Nachschlagewerk zur byzantinischen Prosopografie der Palaiologenzeit, das von der Kommission für Byzantinistik der Österreichischen Akademie der Wissenschaften herausgegeben wurde.
Das Lexikon wurde von Erich Trapp unter Mitarbeit von Rainer Walther, Hans-Veit Beyer, Katja Sturm-Schnabl, Ewald Kislinger, Sokrates Kaplaneres und Ioannis Leontiadis erstellt. Es umfasst 12 Haupt-, 2 Addenda- und Korrigenda-Bände und einen Registerband. Seit 2001 gibt es auch eine CD-ROM-Ausgabe sowie eine kostenpflichtige Online-Ausgabe.
Das Werk gilt als umfangreiche Quelle für die Genealogie von Personen, die in spätbyzantinischen Urkunden und Schriften erwähnt sind. Es enthält Erwähnungen und Biografien nennenswerter Griechen, Italiener, Slawen, Albaner und Türken, weswegen es für die Erforschung der Geschichte dieser Völker bedeutend ist.